# Кто мы? Вызовы американской национальной идентичности
«Кто мы? Вызовы американской национальной идентичности» (англ. Who Are We? The Challenges to America’s National Identity) — изданная в 2004 году книга известного социолога и политолога, Самюэля Хантингтона. Самюэль Хантингтон обращается к проблеме американской самоидентификации в начале XXI века и подтверждает большое значение англо-протестантского наследия страны.

## Основные идеи
Хантингтон рассматривает отрицательную роль миграционных волн латиноамериканского населения, затронувших бо́льшую часть южных штатов США, в результате чего в стране значительно обострилась языковая проблема (английский язык начал утрачивать характер универсального средства коммуникации), и испанизации значительной части населения, политиков и средств массовой информации. Хантингтон отмечает, что Соединенные Штаты — страна поселенцев, а не иммигрантов, и что первоначальное поселение английских протестантов оказало главное влияние на американские ценности и «американское кредо». Он определяет характеристики США, которые отличают эту страну от других западных стран и мира в целом, а именно: американская вера, протестантская трудовая этика и центральное место религии в личной жизни. Кроме того, он утверждает, что увеличение числа иммигрантов, а также транснациональные интересы международных бизнесменов подрывают американские основные ценности.
Развитые страны оказывают влияние на международные дела через экспорт капитала и технологий, через экономическую и военную помощь. Страны же развивающиеся влияют на ситуацию в мире через экспорт своего населения.

## Критика
Спорным в работе является тезис о том, что латиноамериканцы, прибывающие в Соединенные Штаты, не могут принять англо-протестантскую этику. По этой причине книга подверглась критике за ксенофобию и антикатолический нативизм. Важно, однако, что Хантингтон не понимает англо-протестантизм как этику англосаксонской этнической группы: он лишь утверждает, что англо-протестантские идеалы играли исторически и должны играть в будущем центральную роль в американской идентичности. Более того, он считает, что снижение значимости этнической и расовой идентичностей благотворно влияет на жизнь Соединенных Штатов.